# Суперкубок Казахстану з футболу 2008
Суперкубок Казахстану з футболу 2008 — 2-й розіграш турніру. Матч відбувся 2 березня 2008 року між чемпіоном Казахстану Актобе та переможцем кубку Казахстану Тобол. 
| Володар Суперкубка Казахстану 2008 |
| ---------------------------------- |
|                                    |
| Актобе Перший титул                |

## Деталі
Чемпіон країни 2007 року «Актобе» та володар Кубка «Тобол» відкрили сезон грою за Суперкубок. Два голи російського нападника Сергія Струкова принесли перемогу чемпіону країни. Надалі з'ясувалося, що у воротах «Актобе» грав не 20-річний казах Жасулан Дехканов, а 23-річний узбек Жасур Нарзікулов. 
20 березня 2008 року Контрольно-дисциплінарний комітет ФФК дискваліфікував Дехканова та зарахував поразку «Актобе» — 0:3. 
31 березня 2008 року Апеляційний комітет ФФК залишив результат матчу в силі, відмінивши рішення КДК ФФК. Гравцям Дехканову та Нарзікулову була виписана заборона на участь у всіх офіційних турнірах, що проводила ФФК.

## Матч

### Деталі
| 2 березня 2008 11:00 (EEST) |

| Актобе           | 2:0      | Тобол |
| ---------------- | -------- | ----- |
| Струков 14', 88' | Протокол |       |

| Центральний, Алмати Арбітр: Павло Салій |

| Актобе | Тобол |

| В                 |  | Жасулан Дехканов     |     |     |
| З                 |  | Петро Бадло          | 47' |     |
| З                 |  | Олександр Митрофанов | 55' | 90' |
| З                 |  | Самат Смаков (к)     |     |     |
| З                 |  | Олексій Косолапов    | 19' |     |
| ПЗ                |  | Еміль Кенжисарієв    |     |     |
| ПЗ                |  | Марат Хайруллін      |     | 90' |
| ПЗ                |  | Костянтин Головський | 57' |     |
| ПЗ                |  | Улугбек Асанбаєв     |     |     |
| Н                 |  | Сергій Струков       |     |     |
| Н                 |  | Жафар Ірісметов      |     | 67' |
| Заміни:           |  |                      |     |     |
| З                 |  | Юрій Логвиненко      |     | 90' |
| З                 |  | Андрій Пушкарьов     |     | 90' |
| ПЗ                |  | Андрій Богомолов     |     | 67' |
| Головний тренер:  |  |                      |     |     |
| Володимир Муханов |  |                      |     |     |

| В                |  | Ярослав Багинський     |     |     |
| З                |  | Станимир Димитров      | 21' |     |
| З                |  | Валерій Тарасенко      | 28' |     |
| З                |  | Даніяр Муканов         |     |     |
| З                |  | Кайрат Нурдаулетов     |     |     |
| ПЗ               |  | Нурбол Жумаскалієв (к) |     |     |
| ПЗ               |  | Сергій Скорих          |     |     |
| ПЗ               |  | Ігор Юрин              |     | 45' |
| ПЗ               |  | Руслан Балтієв         |     |     |
| ПЗ               |  | Азамат Аубакіров       |     | 45' |
| Н                |  | Петухов Олександр О.   |     | 78' |
| Запасні:         |  |                        |     |     |
| ПЗ               |  | Александру Голбан      |     | 45' |
| ПЗ               |  | Азат Нургалієв         | 89' | 45' |
| ПЗ               |  | Володимир Яковлев      |     | 78' |
| Головний тренер: |  |                        |     |     |
| Дмитро Огай      |  |                        |     |     |